# Аминьевское шоссе
Ами́ньевское шоссе́ (название утверждено 25 октября 1994 года, часть шоссе с 13 июля 1982 года до 5 ноября 1990 года — у́лица Су́слова) — шоссе в Западном административном округе города Москвы на территории районов Очаково-Матвеевское, Фили-Давыдково и Можайского района.
Шоссе начинается как продолжения улицы Лобачевского после моста Киевского направления МЖД, заканчивается после пересечения с Можайским шоссе, переходя в Рублёвское шоссе. Нумерация домов начинается от улицы Лобачевского.
Справа (с востока) к шоссе примыкают улицы: Матвеевская, Кременчугская, Инициативная, Артамонова; слева (с запада) — Очаковское шоссе, Верейская улица.

## Происхождение названия
Названо по сельцу Аминьево, к которому вело шоссе. Сельцо находилось между современными Верейской улицей и Очаковским шоссе. Впервые село Аминьево упоминается в документах 1570 года — в духовной грамоте (завещании) Ивана Грозного, в котором он отказывает это село старшему сыну. Своё название Аминьево получило по прозвищу его владельца XVI—XV вв.— Аминя, боярина, служившего московскому князю Симеону Гордому — сыну Ивана Калиты.

## История
Аминьевское шоссе образовано в начале XX века на месте дороги, ведущей из Кунцева в деревню Аминьево-выселки и сельцо Аминьево. В 1950-е годы шоссе между Можайским шоссе и Инициативной улицей застраивается домами города Кунцево. В августе 1960 года шоссе на всём своём протяжении вошло в черту Москвы. В 1965 году на трассе шоссе построен новый мост через реку Сетунь. В 1970—1975 годах на шоссе строится несколько жилых домов (№ 1—17). Сельцо Аминьево было снесено в середине 1970-х годов. В 1980-м у шоссе было расширено и над ним сооружён путепровод Киевской железной дороги.
13 июля 1982 года северная часть шоссе (от Малой Филёвской улицы до реки Сетуни) получила название «улица Суслова» в память о советском государственном деятеле М. А. Суслове. В 1990 году прежнее название было возвращено.
В ходе реконструкции в 2016 году построены шестиполосный тоннель на пересечении с улицей Артамонова, двух- и трёхполосные дублеры, эстакада на перекрёстке Аминьевского шоссе и Верейской улицы и два моста через Сетунь.

## Здания и сооружения
По нечётной стороне: Автосалон Хендай, гостиница «Аминьевская»
По чётной стороне: Автосалон Хавэйл, ныне снесённый аквапарк «Аквадром»

## Транспорт
- Станция метро «Кунцевская».
- Станция метро «Аминьевская».
- Станция метро «Давыдково».
- Железнодорожная платформа «Аминьевская».
- Автобусы:
  - 11: Станция метро «Кунцевская» — Станция «Очаково»
  - 42: Матвеевское — Станция метро «Проспект Вернадского»
  - 77: Матвеевское — Станция метро «Славянский бульвар»
  - 104: Станция метро «Филёвский парк» — Платформа «Рабочий посёлок»
  - 219: Матвеевское — Станция метро «Юго-Западная»
  - 236: Матвеевское — МКАД
  - 325:  Станция метро «Ломоносовский проспект» — Станция метро «Славянский бульвар»
  - 329: Станция метро «Юго-Западная» — Станция метро «Славянский бульвар»
  - 459: 5-й микрорайон Солнцева — Станция метро «Аминьевская»
  - 622: Станция метро «Озёрная» — Киевский Вокзал
  - 688: Станция метро «Озёрная» — Крылатское
  - 732: Крылатское — Станция метро «Славянский бульвар»
  - 733: Крылатское — Аминьево
  - 807: Станция метро «Озёрная» — Станция «Очаково»
  - С17: Станция «Очаково» — Улица Кравченко
- Автобусы 45, 190, 198, 610, 612 — на незначительном отрезке.